# 남안산 분기점
남안산 분기점(S.Ansan Junction, 남안산JC)은 경기도 안산시 단원구 성곡동에 설치된 평택시흥고속도로와 수도권제2순환고속도로가 만나는 분기점이자 수도권제2순환고속도로 송도 ~ 안산 구간의 종점이다. 이전 가칭은 시화 분기점이었다.

## 역사
- 2019년 5월 9일 : 분기점 신설을 위해 안산시 도시계획시설 교통광장에 단원구 성곡동 일원을 시화 분기점으로 고시[1]
- 2023년 9월 25일 : 수도권제2순환고속도로 남안산 ~ 시화 구간 개통과 함께 통행 개시

## 구조물 정보
- 위치 : 경기도 안산시 단원구 성곡동

## 접속하는 노선

### 평택・화성방면
- 평택시흥고속도로, 수도권제2순환고속도로 (중첩구간)

### 시흥방면
- 평택시흥고속도로

- 수도권제2순환고속도로